# Braune Riednatter
Die Braune Riednatter (Calamaria pavimentata) ist eine Natternart aus der Gattung der Eigentlichen Zwergschlangen (Calamaria), die in Südostasien verbreitet ist.

## Taxonomie
Die Art wurde 1854 von André Duméril, Gabriel Bibron und Auguste Duméril erstbeschrieben.
Es werden zwei Unterarten unterschieden:
- Calamaria pavimentata miyarai Takara, 1962
- Calamaria pavimentata pavimentata Duméril, Bibron & Duméril,1854

Die 1962 erstbeschriebene Unterart C. p. miyarai ist nach Sonko Miyara, der Exemplare der Art sammelte, benannt. Die japanische Bezeichnung ist ミヤラヒメヘビ (Miyara-Hime-Hebi).

## Merkmale und Lebensweise
Die Braune Riednatter hat wie alle Zwergschlangen eine geringe Körpergröße. Die Schlangenart lebt vor allem in Bergwäldern, wo sie im feuchten Boden nach Nahrung wühlt. Sie ist ovipar und nachtaktiv.
Die Unterart C. p. miyarai hat eine Gesamtlänge zwischen 27 und 37 cm. Der Kopf ist schmal und geht ohne Einkerbung am Nacken in den zylinderförmigen Körper über. Der Schwanz ist dick, kurz und stumpf. Die Schlange hat am Rücken eine bläulich bis bräunlich schwarze und glänzende Beschuppung. Die Unterseite ist leuchtend gelb.

## Verbreitungsgebiet und Gefährdung

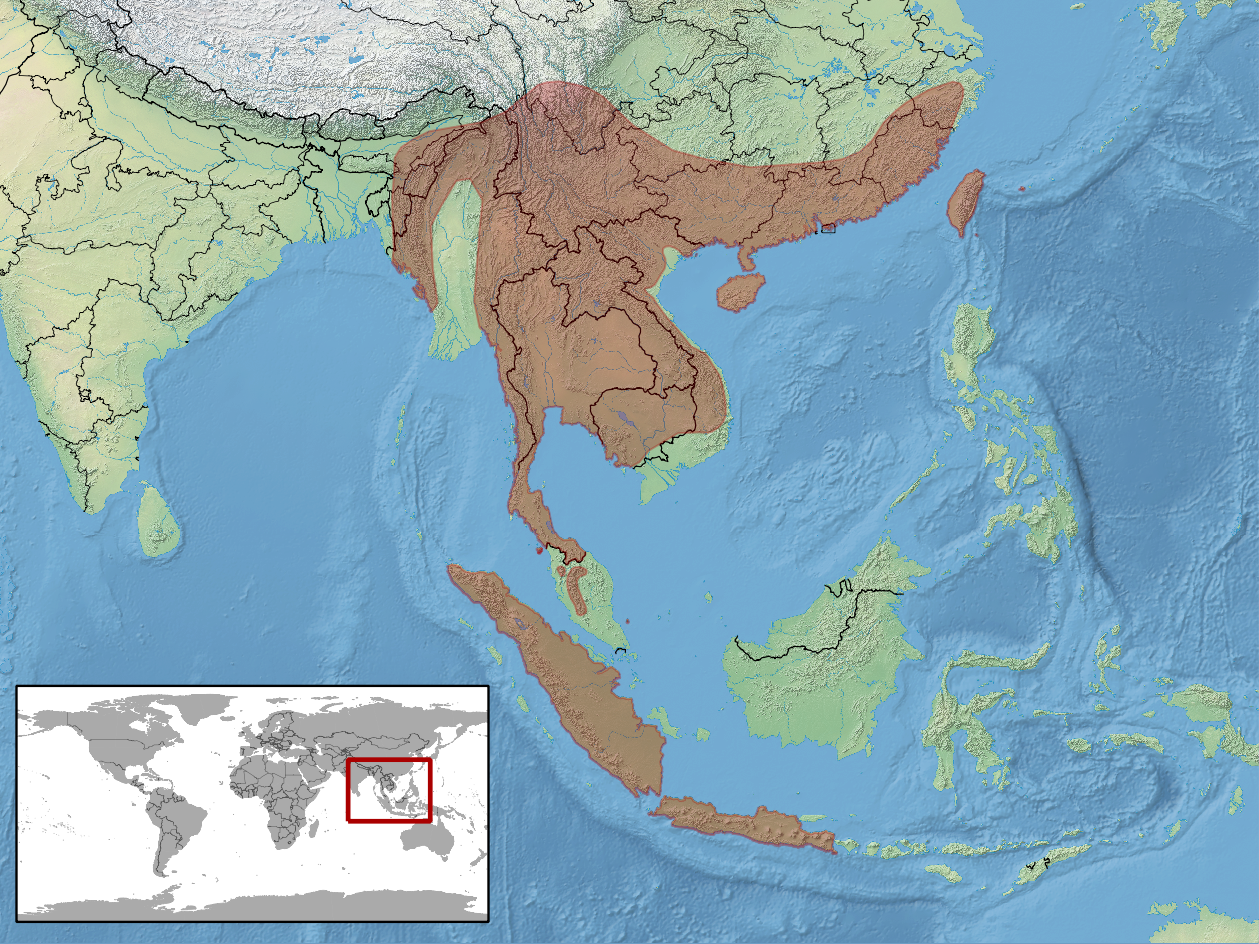
Verbreitungsgebiet der Braunen Riednatter (braun) – nicht jedoch wie eingezeichnet auf der Insel Java

Die Braune Riednatter ist in Südostasien verbreitet.
Dort kommt sie im äußersten Nordosten Indiens (Bundesstaaten Assam, Mizoram), im Westen Malaysias (inkl. der Inseln Pulau Tioman und Pulau Langkawi), in Thailand, Laos, Vietnam (u. a. Provinzen Hòa Bình, Yên Bái, Lào Cai, Cao Bằng, Vĩnh Phúc, Quảng Ninh, Hải Dương, Son La, Hòa Bình, Hà Tây, Nghệ An, Hà Tĩnh, Quảng Bình, Quảng Trị), Kambodscha, Myanmar,
im Süden bis Südwesten Chinas (inkl. der Insel Hainan), in Taiwan (inkl. der Insel Lan Yu) und teilweise auf den japanischen Ryūkyū-Inseln vor. In Indonesien ist die Zwergschlangenart auf Sumatra verbreitet, jedoch vermutlich nicht wie beispielsweise von der IUCN angegeben auf der südlicheren Insel Java.
Die Braune Riednatter ist möglicherweise in einigen Regionen durch Abholzung von Wäldern zum Straßen- und Ackerbau bedroht. Die Art wird von der IUCN jedoch als „nicht gefährdet“ (Least Concern) eingestuft, da sie ein großes Verbreitungsgebiet aufweist und kein drastischer Populationsrückgang zu befürchten ist. Die Unterart C. p. miyarai ist dagegen auf der nationalen Roten Liste gefährdeter Reptilien Japans 2020 als „gefährdet“ (Vulnerable) gelistet. Sie ist auf der 29 km² großen Insel Yonaguni endemisch, die östlich von Taiwan im äußersten Süden Japans liegt.